# Armistício de Villa Giusti
O Armistício de Villa Giusti ou Armistício de Pádua, o único que a Áustria-Hungria assinou com a Entente, pôs um fim a guerra entre a Itália e a Áustria-Hungria na Frente Italiana durante a Primeira Guerra Mundial. O armistício foi assinado em 3 de novembro de 1918 na cidade de mesmo nome, em Villa Giusti, e deveria ser aplicado 24 horas depois.

## História

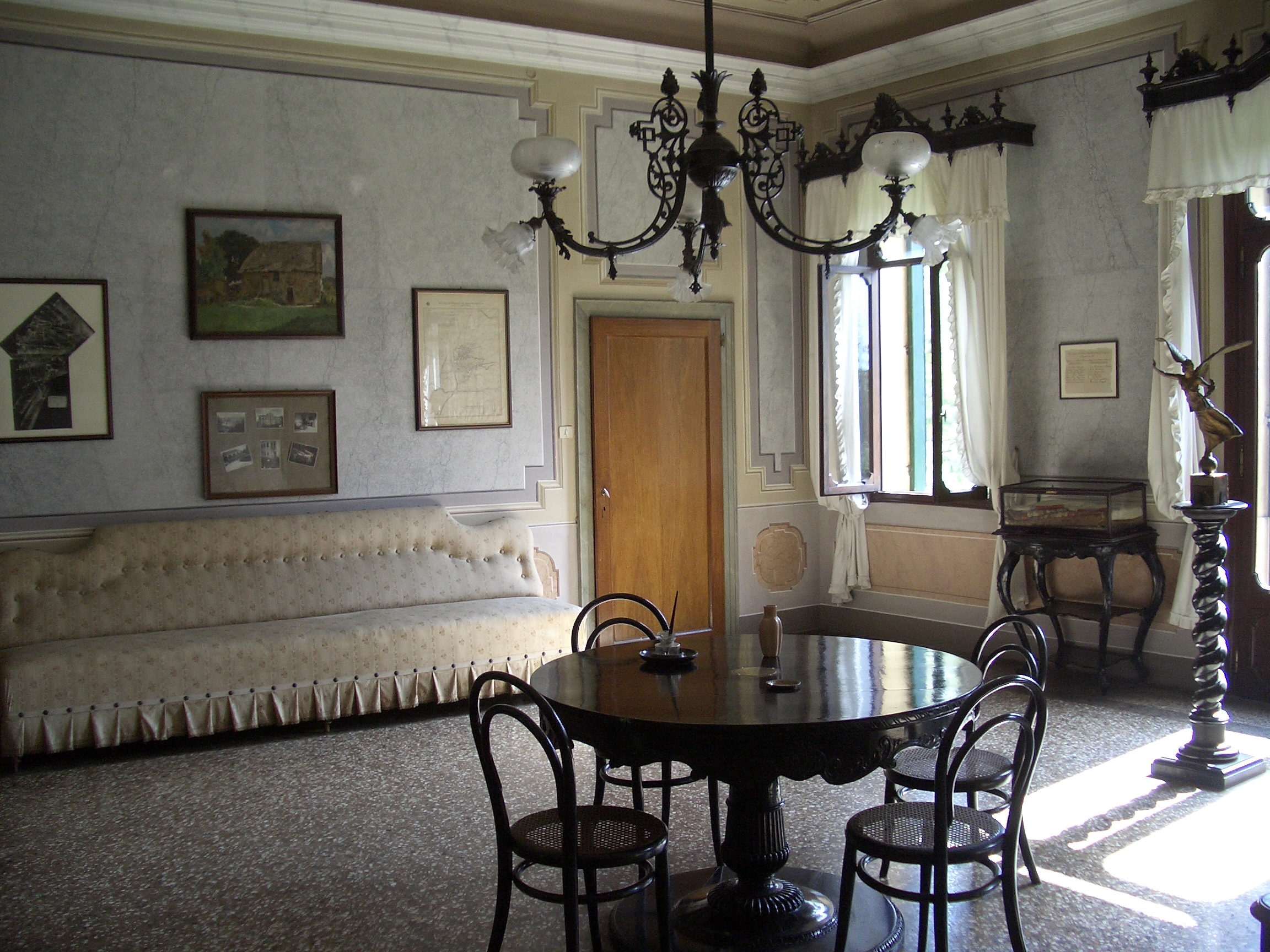
Villa Giusti (mesa onde o armistício foi assinado)

Até o final de outubro de 1918, quando a sua derrota definitiva foi perpetrada na Batalha de Vittorio Veneto, o exército austro-húngaro encontrava-se em tal estado que seus comandantes foram obrigados a buscar um cessar-fogo a qualquer custo.
Durante a Batalha de Vittorio Veneto, as tropas do Império Austro-Húngaro foram derrotadas, deixando de existir como uma força de combate e iniciando uma retirada caótica. De 28 de outubro em diante, a Áustria-Hungria tentou negociar uma trégua, mas hesitou em assinar o texto do armistício. 
No início de novembro de 1918, antes da rendição da Bulgária (29 de setembro de 1918) e da libertação da Sérvia (Belgrado foi libertado em 1 de novembro de 1918), o alto comando austro-húngaro enviou o general Von Weber à Itália para tratar do cessar-fogo. Os comandos italianos comunicaram suas condições e foi dado um prazo até 3 de novembro para dar-lhes uma resposta sobre as mesmas.
Os italianos, entretanto, avançaram chegando a Trento, Udine e desembarcando em Trieste. Von Weber solicitou a seus superiores em Baden uma resposta rápida, enquanto que as notícias de Budapeste informavam sobre a separação da Hungria e da posterior rendição de suas tropas.
Após a ameaça de romper as negociações em 3 de novembro, o Império Austro-Húngaro aceitou os termos de paz, com o general Armando Diaz agindo em nome dos Aliados. O cessar-fogo foi iniciado às 3h00 de 4 de novembro, mas devido a uma ordem unilateral do alto comando austro-húngaro, as forças do império pararam de lutar em 3 de novembro. Nos Balcãs, onde estavam prestes a começar as negociações de paz com os representantes do novo governo húngaro, a notícia da assinatura do armistício chegou em 5 de novembro.
O comando austro-húngaro permitiu a ocupação dos pontos que a Entente considerada estratégicos para futuras ofensivas contra a Alemanha, que foi preparada e deveria avançar para Munique.
Após a guerra, o Reino de Itália, anexou o Tirol do Sul (moderno Trentino-Alto Adige / Südtirol), de acordo com os termos do Pacto de Londres, bem como Trieste e o Litoral Austríaco.

## Ligações Externas
- Texto do armisticio